# Albin Haller

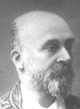
Albin Haller

Albin Haller (ur. 1849, zm. 1925) – francuski chemik i farmaceuta, profesor paryskiej Sorbony oraz uniwersytetu w Nancy. W 1905 r. opracował syntezę mentolu i kwasu kamforowego. Był członkiem Francuskiej Akademii Nauk.